# Programul Pioneer

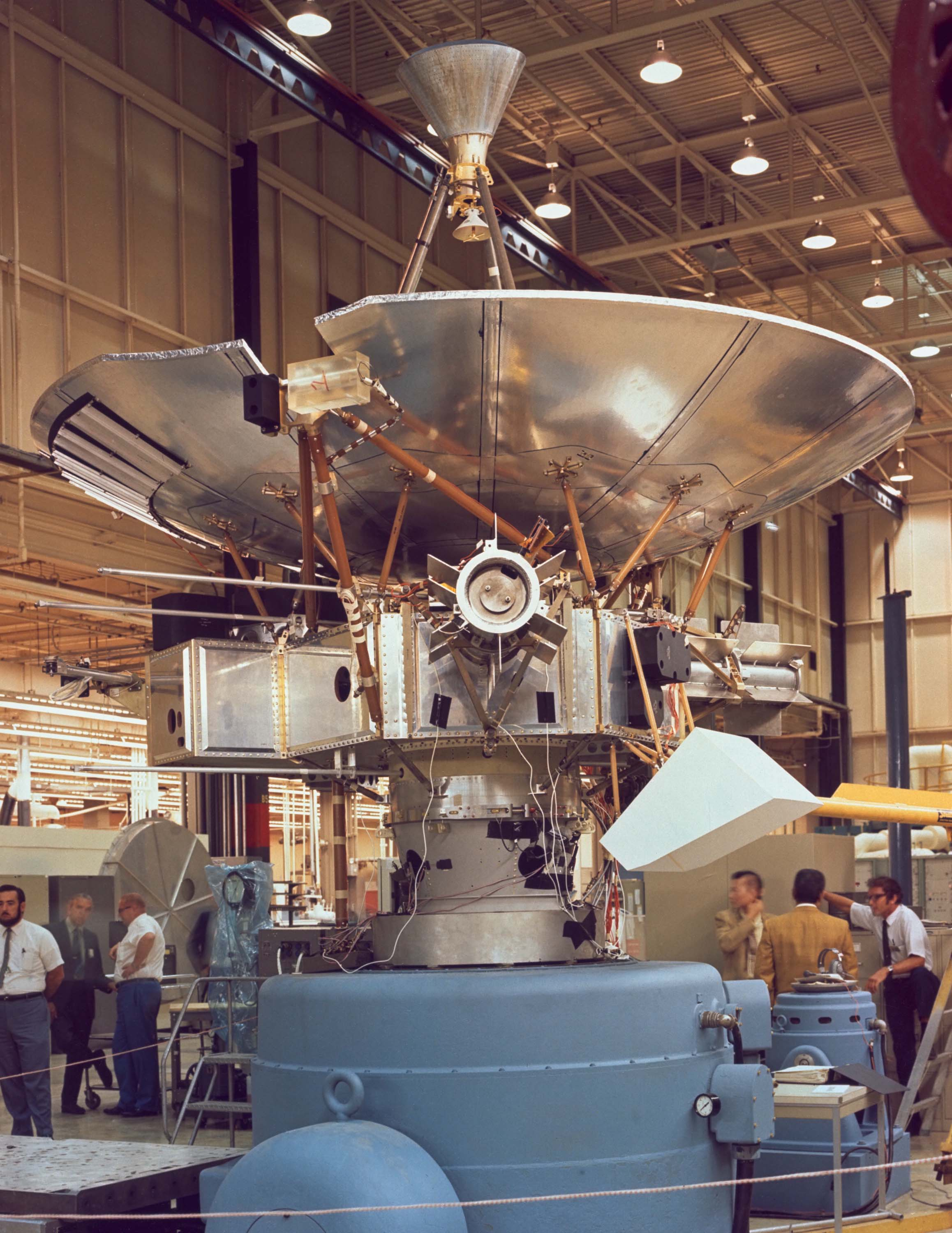
Pioneer 10

Pioneer este un program fără echipaj uman, al NASA, pentru explorarea planetară. Acesta este compus din două sonde: Pioneer 10 (lansat în 1972) și Pioneer 11 (lansat în 1973), ambele la ora actuală (2013) sunt funcționale și se apropie de Mediul interstelar.